# Новослободская (станция метро)
«Новослобо́дская» — станция Кольцевой линии Московского метрополитена. Расположена между станциями «Белорусская» и «Проспект Мира». Находится на территории Тверского района Центрального административного округа Москвы.
Станция открыта 30 января 1952 года в составе участка «Курская» — «Белорусская». Станция является последней работой для метро архитектора А. Н. Душкина и имеет статус выявленного объекта культурного наследия. Название — по одноимённой улице, в самом начале которой расположена станция. С 1988 года имеет переход на станцию «Менделеевская» Серпуховско-Тимирязевской линии, став последней станцией Кольцевой линии, получившей пересадку.

## История
В первоначальные планы Московского метрополитена Кольцевая линия не входила. Вместо неё планировалось строительство «диаметральных» линий с пересадками в центре города. Первый проект Кольцевой линии появился в 1934 году. Тогда планировалось построить эту линию под Садовым кольцом с 17 станциями. По проекту 1938 года планировалось построить линию значительно дальше от центра, чем построили впоследствии. Планировались станции «Усачёвская», «Калужская Застава», «Серпуховская Застава», «Завод имени Сталина», «Остапово», «Завод Серп и Молот», «Лефортово», «Спартаковская», «Красносельская», «Ржевский Вокзал», «Савёловский Вокзал», «Динамо», «Краснопресненская Застава», «Киевская». В 1941 году проект Кольцевой линии изменили. Теперь её планировали построить ближе к центру. В 1943 году было принято решение о внеочередном строительстве Кольцевой линии по нынешней трассе с целью разгрузки пересадочного узла «Охотный Ряд» — «Площадь Свердлова» — «Площадь Революции».
Кольцевая линия стала четвёртой очередью строительства. В 1947 году планировалось сдать линию четырьмя участками: «Центральный парк культуры и отдыха» — «Курская», «Курская» — «Комсомольская», «Комсомольская» — «Белорусская» (затем был объединён со вторым участком) и «Белорусская» — «Центральный парк культуры и отдыха». Первый участок, «Парк культуры» — «Курская», был открыт 1 января 1950 года, второй, «Курская» — «Белорусская», — 30 января 1952 года (после его ввода в эксплуатацию в Московском метрополитене стало 39 станций), и третий, «Белорусская» — «Парк культуры», замыкающий линию в кольцо, — 14 марта 1954 года. При проходке перегонного тоннеля «Новослободская» — «Ботанический сад» был установлен рекорд — 150 метров тоннеля за месяц.
Проект станции выбирался на конкурсной основе. Член-корреспондент Академии архитектуры СССР А. Н. Душкин, уже имевший опыт сооружения станций московского метро и награждённый за эту работу двумя Сталинскими премиями, предложил начинающему архитектору А. Ф. Стрелкову совместно разработать проект станции. Уже тогда у Душкина появилась идея сделать «что-то сказочное, декоративное». После победы на конкурсе Стрелков в течение двух месяцев дорабатывал проект, а Душкин контролировал. Душкин предлагал сделать вестибюль круглым, а Стрелков — прямоугольным или квадратным. Градостроительный совет отверг вариант с круглым вестибюлем и утвердил проект Стрелкова, который и был воплощён в жизнь.
В 1988 году был открыт переход на станцию «Менделеевская» Серпуховско-Тимирязевской линии. С 8 ноября 1983 года до 31 декабря 1988 года оставалась последней беспересадочной станцией на Кольцевой линии. До открытия станции «Савёловская» в 1988 году станция «Новослободская» была привокзальной станцией, от неё ходил автобус-челнок 5К до Савёловского вокзала, несмотря на то, что диаметральное движение пригородных электропоездов с Белорусского направления на Савёловское после постройки съезда под Савёловской эстакадой открылось в 1981 году.
С февраля по май 2003 года проводилась реставрация витражей, люстр и торцевого панно. Освещение стало более ярким, что значительно изменило первоначальный замысел архитекторов, стремившихся создать станцию-грот с приглушённым, мягким светом.
С 21 ноября 2020 года по 4 марта 2022 года вестибюль станции был закрыт для замены эскалаторов и ремонта кассовых залов. На время реконструкции вход и выход осуществлялся только через станцию «Менделеевская». Количество эскалаторов увеличили с трёх до четырёх, а вестибюлю вернули исторический облик.

## Галерея
| - Перронный (центральный) зал - Посадочная платформа и поезд «Русич» - Выход в город до реконструкции - Витражи на станции - Перронный зал |

## Архитектура и оформление

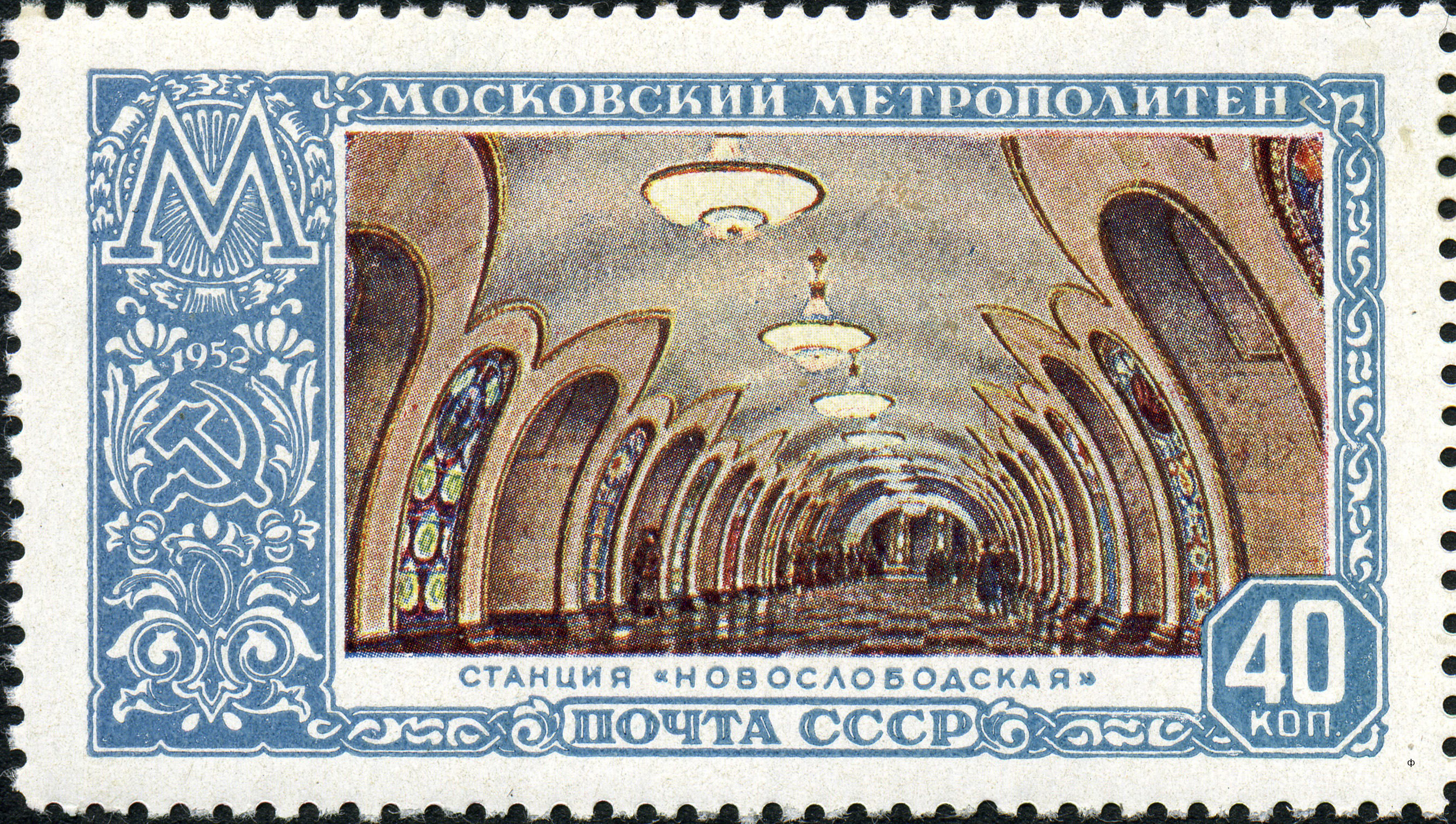
Изображение станции на почтовой марке 1952 года

### Вестибюль

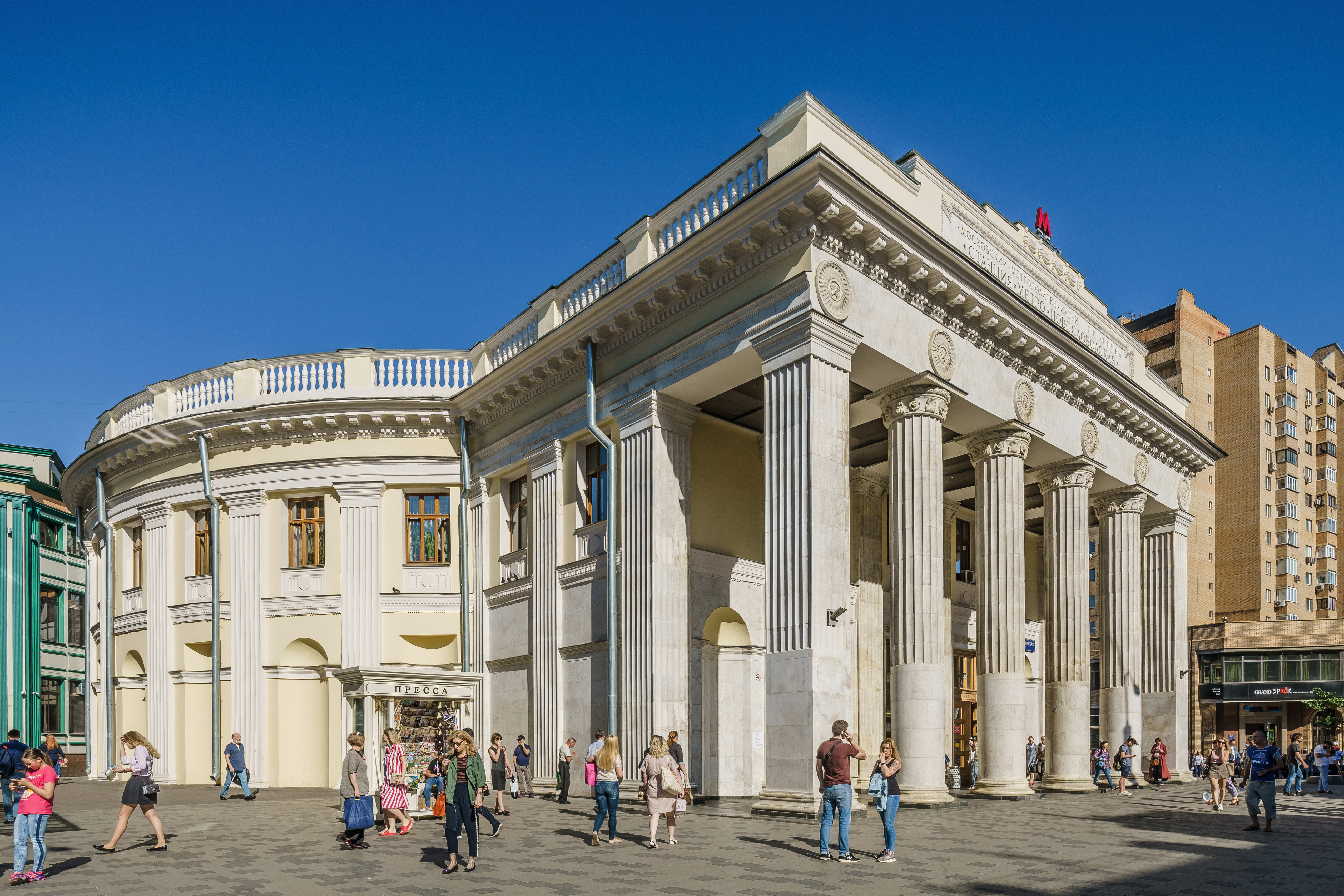
Современный вид вестибюля

Станция метро «Новослободская» имеет один наземный вестибюль, находящийся на Новослободской улице. Он представляет собой крупное трёхэтажное массивное строение. Внешне вестибюль представляет собой подобие античного храма. Такой эффект достигнут за счёт простых пропорций, глубокого шестиколонного портика перед фасадом, квадратных и круглых колонн. Крайние колонны квадратные, остальные круглые. Все колонны каннелированные, немного сужающиеся вверх, с небольшими ионическими капителями. Наземный вестибюль станции является выявленным объектом культурного наследия.
За входом расположен прямоугольный аванзал с кассами и выходом в боковой стене. Всего в вестибюле четыре двери: три выводят на Новослободскую улицу, одна — на Селезнёвскую. Аванзал отделён от дугообразного коридора колоннадой из круглых колонн, которые представляют собой уменьшенные копии уличных. В противоположных концах дугообразного коридора находятся широкие и глубокие арки для входа и выхода в эскалаторный зал. На внутренней стене коридора между арками напротив колоннады находятся декоративные колонны.
Эскалаторный зал представляет собой огромное полуциркульное шатровое помещение с полукруглым «приделом», в котором находится верхний конец эскалаторного тоннеля. Белый купол зала пересечён частыми узкими невысокими нервюрами. В вершине купола расположена лепная розетка со звездой. По подкупольному барабану идёт широкий фриз с парадным орнаментом из рельефной лепнины.

### Станционные залы
Конструкция станции — пилонная глубокого заложения (глубина — 40 метров) с тремя сводами. Авторы проекта — А. Н. Душкин и А. Ф. Стрелков. Диаметр центрального зала — 9,5 метра.
Сравнительно узкие пилоны расширяются вверх, плавно переходя в своды. Широкие проходы между пилонами сводчатые и вверху длиннее, чем внизу. Сложные кривые арок проходов со стороны центрального и боковых залов окаймлены рельефными лепными золочёными орнаментными полосами. Пилоны облицованы светлым, сероватого и желтоватого тонов с тёмными включениями уральским мрамором Каркодинского месторождения.
Самым ярким элементом оформления станции выступают 32 эффектно подсвечиваемых витража. Они размещены внутри пилонов и окаймлены сталью и золочёной латунью. Их по два на каждом пилоне, в сторону зала и платформы. Причудливое сочетание разноцветных стёкол образует подобия фантастических цветов, растений, звёзд. Внутрь витражей, в верхнюю часть, вставлены небольшие медальоны, на которых изображены жанровые сценки идеальной мирной жизни. На шести из них изображены люди некоторых профессий: архитектор, географ, художник, энергетик, музыкант и агроном. На остальных изображены геометрические узоры и пятиконечные звёзды. Витражи выполнены в Риге Латвийским отделением Художественного Фонда СССР (художники — Э. Вейланд, Дж. Я. Бодниекс, Э. Крастс и Х. Рысин) по эскизам П. Д. Корина. По сути, архитекторы использовали ту же схему, которую Зеленин предложил при строительстве «Добрынинской» (тогда «Серпуховской»), — чередование больших и малых арочных пролётов: большие обрамляют проходы на платформу, малые образуют ниши в теле пилона. Но поскольку современникам это показалось очень лаконичным и недостаточно торжественным, архитекторы решили закрыть ниши витражными окнами, а внутри пилонов установить лампы, имитирующие дневной свет. Идея использовать стекло в оформлении станции метро возникла у Душкина ещё задолго до строительства «Новослободской» и до начала Великой Отечественной войны. Душкин предлагал сделать витражи из уранового стекла. Оба архитектора хотели сделать витражи рельефными, а также, чтобы их сделала В. И. Мухина, работавшая над стеклянными скульптурами. Однако в предоставлении уранового стекла Госплан отказал, и архитекторы обратились к П. Д. Корину с идеей витража из цветного стекла. Сами витражи были изготовлены латвийскими художниками, так как в России не было традиции подобного оформления окон. При этом были использованы стёкла, хранившиеся в кафедральном соборе Риги и предназначавшиеся для костёлов.
В торце центрального зала расположено большое, во всю стену смальтовое панно «Мир во всём мире» работы П. Д. Корина. Панно в торце изображает счастливую мать с ребёнком на руках. В женщине находили сходство с женой архитектора станции Тамарой Душкиной. При Хрущёве с панно был удалён медальон с изображением Сталина. Художнику пришлось переработать мозаику, и вместо изображения Сталина были нарисованы парящие белые голуби. Всё это изображено на фоне золотого нимба, звезды и расходящихся лучей.

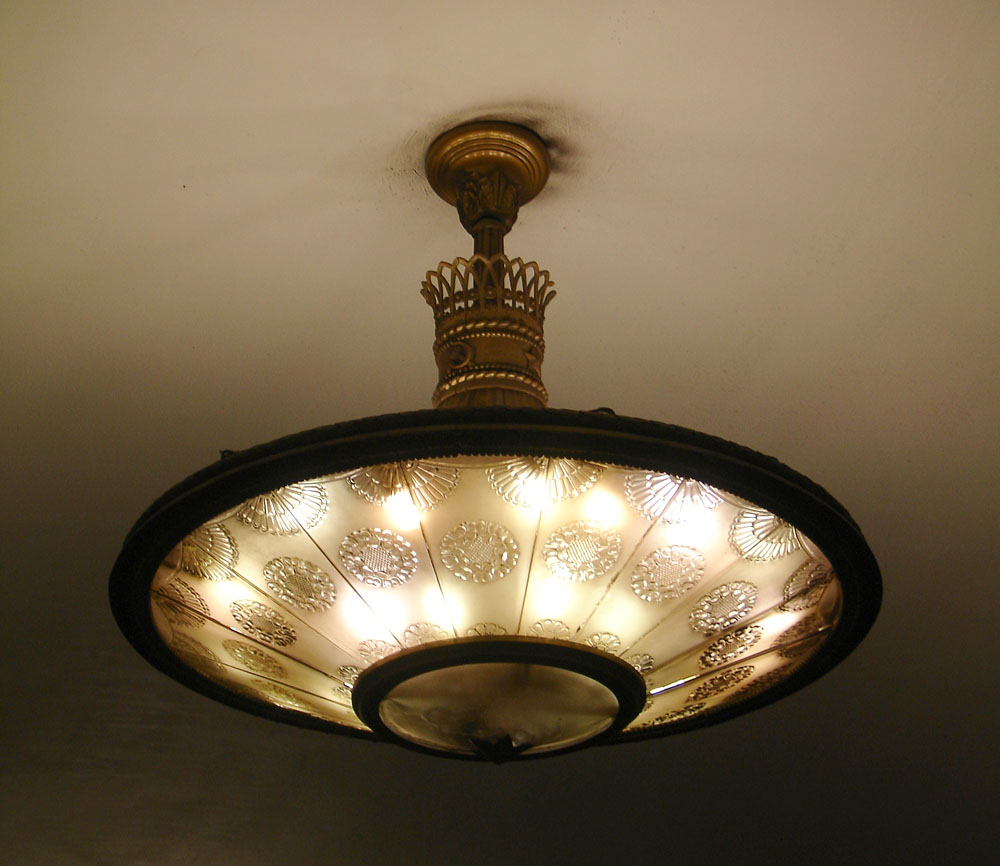
Подвесная люстра на станции «Новослободская»

Стены облицованы светлым, сероватых и желтоватых тонов уральским мрамором Каркодинского месторождения. Пол выложен серыми и чёрными гранитными плитами, размещёнными в шахматном порядке. Кроме витражей, станцию освещают подвесные люстры-тарелки.

### Переход на станцию «Менделеевская»
Из восточного конца зала можно осуществить пересадку на станцию «Менделеевская» Серпуховско-Тимирязевской линии (переход открыт в 1988 году). Переход начинается с лестницы на мостик через платформу в сторону «Белорусской». Далее расположены переходная камера и короткий эскалатор вниз. Из длинного широкого сводчатого коридора можно выйти к четырём сводчатым проходам, которые выводят на мостики и лестницы над платформой в сторону «Бульвара Дмитрия Донского».
| - Переход на «Менделеевскую» |

## Станция в цифрах
- Код станции — 068[1].
- Пикет ПК145+84,5[21].
- В марте 2002 года пассажиропоток по входу составлял 62,7 тыс. человек[22].
- Время открытия станции для входа пассажиров — 5 часов 30 минут, время закрытия — в 1 час ночи[23].
- Таблица времени прохождения первого поезда через станцию[24]:

| По чётным числам                  | Будние дни | Выходные дни |
| По нечётным числам                | Будние дни | Выходные дни |
| В сторону станции «Белорусская»   | 05:50:00   | 05:50:00     |
| В сторону станции «Белорусская»   | 05:51:00   | 05:52:00     |
| В сторону станции «Проспект Мира» | 05:36:00   | 05:35:00     |
| В сторону станции «Проспект Мира» | 05:35:00   | 05:35:00     |

## Расположение
Станция метро «Новослободская» Кольцевой линии расположена между станциями «Белорусская» и «Проспект Мира». Наземный вестибюль имеет выход на Селезнёвскую и Новослободскую улицы. Адрес вестибюля: Новослободская улица, дом 2.

### Наземный общественный транспорт
На этой станции можно пересесть на следующие маршруты городского пассажирского транспорта:
- Автобусы: м40, 447, с511, с543, н10
- Трамваи: 50

### Достопримечательности и учреждения вблизи станции
- Российский государственный гуманитарный университет — крупный учебно-научный центр в Москве, созданный в марте 1991 года на базе МГИАИ. Находится в здании университета Шанявского, являющегося памятником архитектуры. Адрес: Миусская площадь, дом 6[26].
- Российский университет транспорта (МИИТ) — федеральное государственное бюджетное образовательное учреждение высшего образования Российской Федерации. Крупнейший транспортный вуз Европы и один из старейших технических вузов России, с самой большой площадью среди образовательных учреждений. Основан в 1896 году. Адрес: улица Образцова, дом 9.

## Станция в культуре
- В романе Сергея Лукьяненко «Ночной Дозор» Антон Городецкий производит обратный обмен телами с Ольгой в центре «Новослободской»[27].
- Одна из сцен фильма «Полицейская академия 7: Миссия в Москве» была снята на станции «Новослободская». Приблизительно на сороковой минуте комендант Эрик Лассард выходит из вагона поезда в сопровождении русского «родственника». Кроме того, на станции были сняты эпизоды фильмов «Москва слезам не верит», «Астенический синдром», «Президент и его внучка»[28].
- Станция «Новослободская» фигурирует в постапокалиптическом романе Дмитрия Глуховского «Метро 2033». Согласно книге, станция входила в состав содружества станций Кольцевой линии, чаще именуемого Ганзой. Жители этой станции, как и всего содружества, живут за счёт торговли и взимания пошлин с торговцев[29].